# Dorothea Zucker-Franklin
Dorothea Zucker-Franklin (geboren als Dorothea Zucker 9. August 1929 in Berlin; gestorben 24. November 2015 in New York City) war eine US-amerikanische Hämatologin.

## Leben
Dorothea Zucker wuchs in einer jüdischen Familie in Berlin auf; sie war eine Tochter des Kaufmanns Julian Zucker und der Gertrude Feige. Ihre Mutter starb früh, der Vater heiratete nochmals, ihre Stiefschwester Marion Zucker Goldstein (1932–2019) wurde in den USA Psychiaterin. Die Familie floh 1936 aus dem nationalsozialistischen Deutschland nach Amsterdam, wo „Daisy“ Zucker eine Grundschule besuchte und später ein jüdisches Lyceum, an dem auch die gleichaltrige Anne Frank Schülerin war. Nachdem die Familie kurzzeitig in einem Sammellager für Juden inhaftiert worden war, ging sie im August 1943 in den Untergrund. Ihnen gelang es, sich fortan in Uithoorn in der Nähe von Amsterdam versteckt zu halten. Nach Kriegsende emigrierten die Mutter und die beiden Töchter im Jahr 1947 in die USA, der Vater kam 1948 nach. 
Zucker besuchte ab 1948 das Hunter College (CUNY) und machte 1952 einen B.A.-Abschluss. Danach studierte sie am New York Medical College und erhielt 1956 einen M.D. Sie heiratete 1956 den deutschen Emigranten und Immunologen Edward Claus Franklin (1928–1982), ihre 1964 geborene Tochter Deborah Julie Franklin wurde Krebsforscherin. Zucker-Franklin war von 1957 bis 1965 Ärztin am Montefiore Hospital in New York und erforschte Blutzellen mit dem Elektronenmikroskop. Sie wirkte mit bei der Herausgabe eines Blutatlasses und verfasste darin mehrere Beiträge. Sie veröffentlichte über 100 Beiträge in wissenschaftlichen Zeitschriften. Sie arbeitete ab 1961 an der School of Medicine der New York University und wurde dort im Jahr 1974 Full Professor. Sie war im Jahr 1985 Präsidentin der Society for Leukocyte Biology und im Jahr 1995 Präsidentin der American Society of Hematology. Zucker-Franklin wurde Mitglied der National Academy of Medicine und 2001 Fellow der American Academy of Arts and Sciences. 

## Schriften (Auswahl)

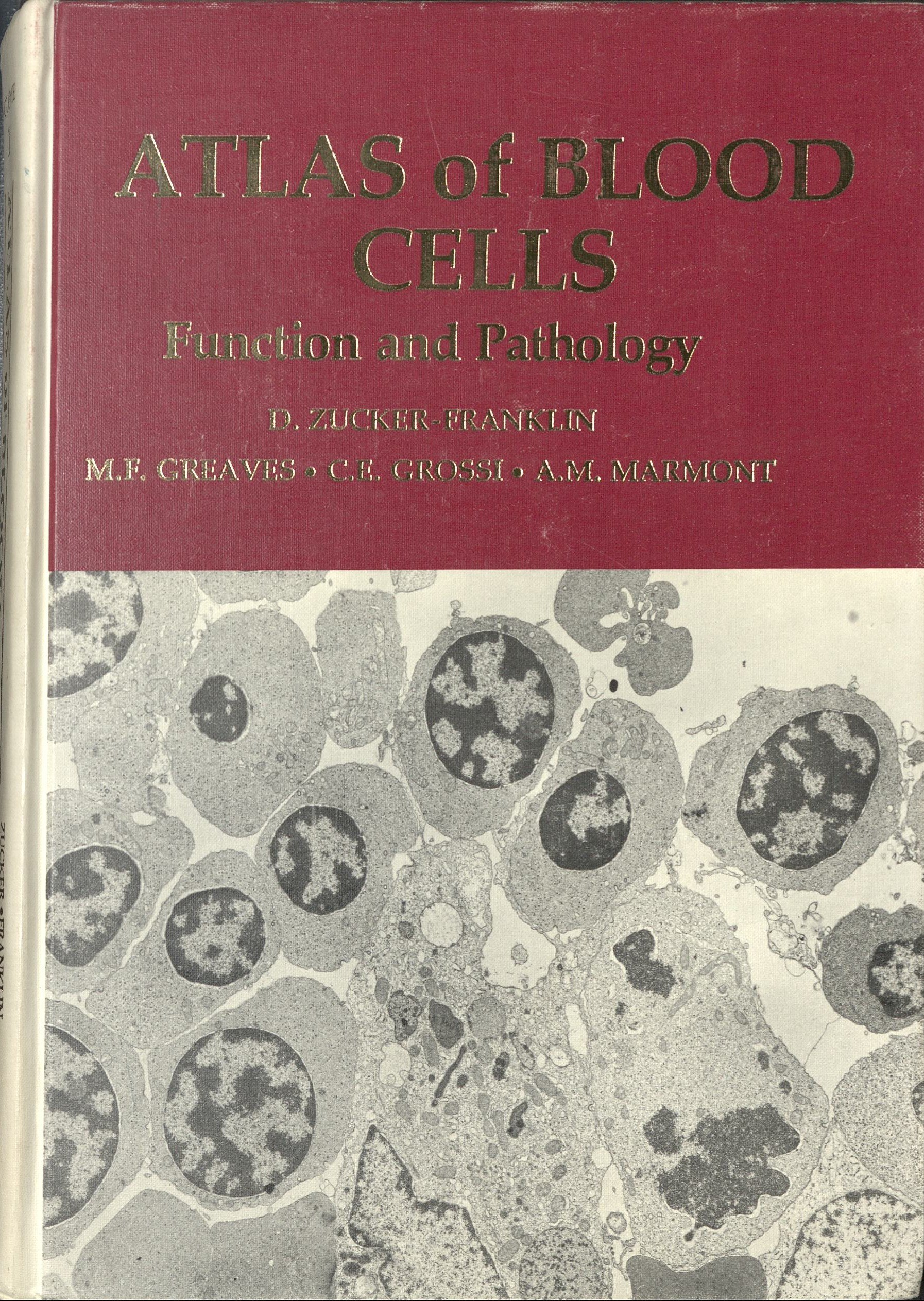
Atlas of Blood Cells (1981)

- Herbert Braunsteiner (Hrsg.): The Physiology and pathology of leukocytes. Bearbeitung der amerikanischen Ausgabe Dorothea Zucker-Franklin. New York : Grune & Stratton, 1962
- Dorothea Zucker-Franklin; Carlo E. Grossi; Melvin F. Greaves; Alberto M. Marmont (Hrsg.): Atlas of Blood Cells: Function and Pathology. Lea & Febiger, 1981 ISBN 0812107837
  - Dorothea Zucker-Franklin; Carlo E. Grossi; Melvin F. Greaves; Alberto M. Marmont (Hrsg.): Atlas der Blutzellen, 1: Funktion und Pathologie. Übersetzung Matthias Hollmann nach der 2. überarbeiteten englischen Ausgabe. Stuttgart : Fischer, 1990
  - Dorothea Zucker-Franklin; Carlo E. Grossi; Melvin F. Greaves; Alberto M. Marmont (Hrsg.): Atlas der Blutzellen, 2: Funktion und Pathologie. Übersetzung Matthias Hollmann nach der 2. überarbeiteten englischen Ausgabe. Stuttgart : Fischer, 1990